# Monte Musinè
El monte Musinè (1150 m) es una cima de los Alpes italianos.

## Geografía

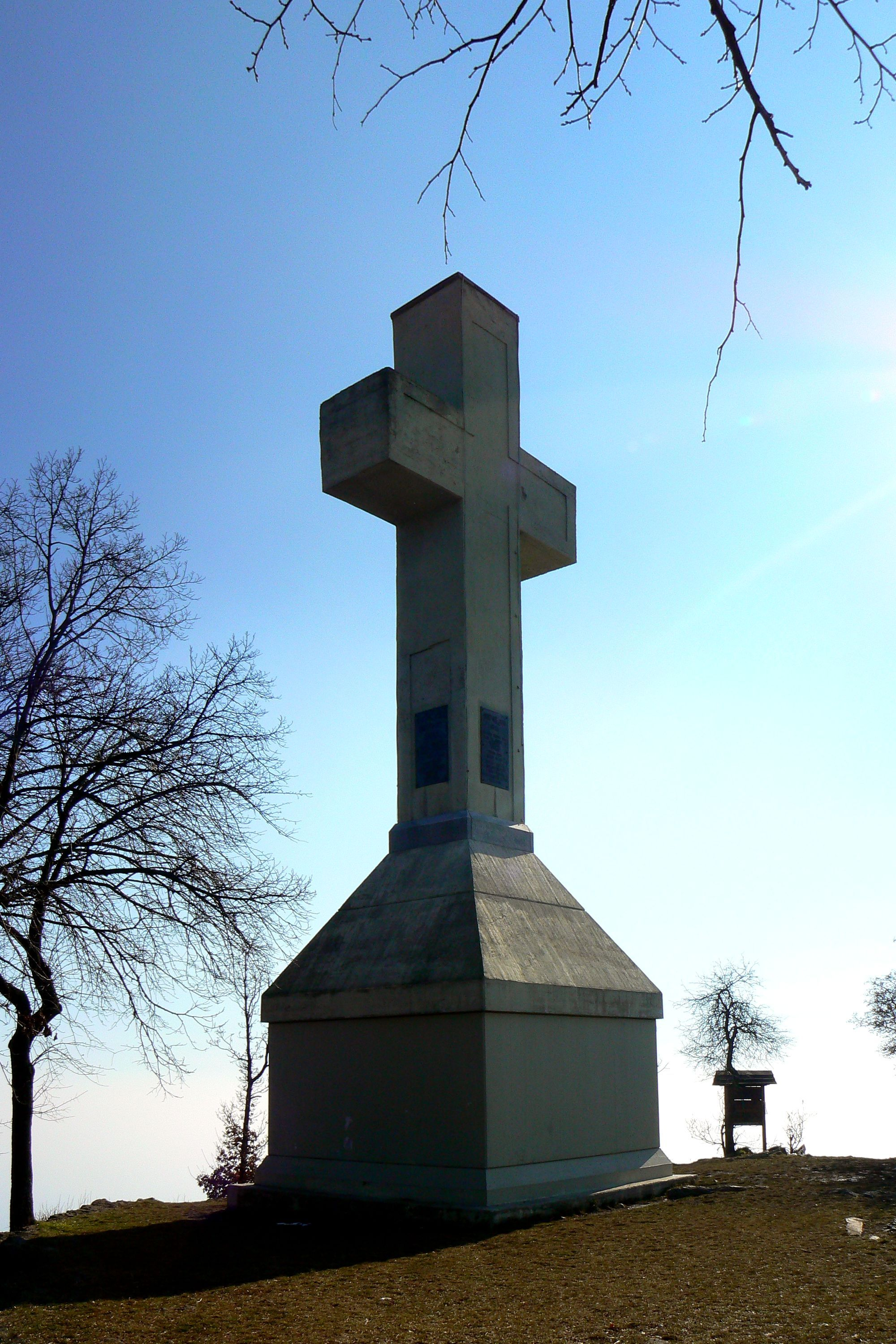
La cruz en la cima del Musinè.

La montaña se encuentra a lo largo de la divisoria de aguas entre el Valle de Susa y los Valles de Lanzo, cerca de la ciudad de Turín.
Según la clasificación SOIUSA, el Musinè pertenece:
- Gran parte: Alpes occidentales
- Gran sector: Alpes del noroeste
- Sección: Alpes Grayos
- Subsección: Alpes de Lanzo y de Alta Moriana
- Supergrupo: Rocciamelone-Charbonnel
- Grupo: Rocciamelone
- Subgrupo: Cresta Lunella-Arpone
- Código: I/B-7.I-A.2.b

## Historia
Sobre la cima del Musinè hay una gran cruz alta 15 metros en hormigón armado, construida en 1901. Una inscripción bajo de ella recuerda el combate entre Majencio y Constantino que tuvo lugar en 312 d. C. que, según las leyendas locales, se libró a los pies de la montaña.

## Protección de la naturaleza
Desde 2003 el Musinè está protegido como Lugar de Importancia Comunitaria (nombre: Monte Musinè e Laghi di Caselette, código  IT1110081).